# パグワ
パグワ王（? - 1388年）はタイのアユタヤー王朝の3代目の王。別名はボーロマラーチャーティラート1世。1369年、ロッブリー家出身で対立関係にあった前王のラーメースワンがクメールの討伐に失敗し、当時スパンブリーの王であったパグワが援軍を派遣した。これが成功し王宮内でボーロマラーチャーを望む声が大きくなったため、ボーロマラーチャーを自称し王位に就いた。即位中はスコータイ王朝を解体し旧勢力の弱体化を行い、ピッサヌローク、カムペーンペット、チエンマイを討伐した。

## 関連記事
- タイ君主一覧
- サイルータイ王